# Тимочкин, Владимир Иванович
Владимир Иванович Тимочкин (22 декабря 1936, Березники, Свердловская область — 9 января 2023, Березники, Пермский край) — передовик производства, водитель АТП № 6 автобазы № 10 «Главзападуралстроя» Минуралсибстроя СССР. Герой Социалистического Труда (1985). Депутат Верховного Совета СССР 10 и 11 созывов.

## Биография
Родился 22 декабря 1936 года в городе Березники. В 1955 году окончил ТУ № 3 по специальности «аппаратчик по производству магния». Служил в Советской Армии в войсках ВВС, получил профессию водителя. После военной службы устроился слесарем на Анилино-красочный завод, находящийся в непосредственной близости от Мосягино.
С 1959 года более 35 лет работал водителем АТП № 6 автобазы № 10 «Главзападуралстроя» Минуралсибстроя СССР. Участвовал в строительстве промышленных и социальных объектов города Березники. Строил Первый, Второй и Третий калийные комбинаты и Новосодовый завод.
Избирался депутатом Верховного Совета СССР 10 и 11 созывов от Березниковского избирательного округа.
8 августа 1985 года удостоен звания Героя Социалистического Труда за выдающиеся успехи при строительстве комплекса по производству метанола в Губахе.
После выхода на пенсию проживал в городе Березники. Скончался 9 января 2023 года.

## Награды
- Герой Социалистического Труда (1985)
- Орден Ленина
- Орден Октябрьской Революции
- Орден Трудового Красного Знамени[1]